# پارک طبیعی وراچانسکی بالکان
پارک طبیعی وراچانسکی بالکان (بلغاری: Природен парк „Врачански Балкан“) یک پارک طبیعی در بلغارستان با مساحت ۳۰۱۲۹٫۹ هکتار است که در ۲۱ دسامبر ۱۹۸۹ تأسیس شده

## مدیریت پارک
پارک طبیعی وراچانسکی بالکان توسط یک اداره زیر مجموعه سازمان جنگل‌های وزارت محیط زیست و آب بلغارستان اداره می‌شود.

## جغرافیا
پارک طبیعت بالکان وراچانسکی در شهرداری‌های وراتسا، کریودول، مزدرا، ورشتس و سووگ واقع شده است.

## زیست‌شناسی

### فلورا
فلورا پارک طبیعت ورانچانسکی بالکان شامل حدوداً ۱۱۰۰ گیاه آوندی است، که حدود ۲۸ درصد از فلورای بلغارستان است. در پارک طبیعی گونه‌های بومی زندگی می‌کنند که تعدادی از آن‌ها به ندرت در بلغارستان پراکنده شده‌اند و ۵۰ درصد از جمعیت جهانی آنها در این پارک است.
۱۳ گونه در " کتاب قرمز جمهوری بلغارستان " گنجانده شده است. قلمرو پارک در شبکه مناطق حفاظت از طبیعت اتحادیه اروپا، ناتورا ۲۰۰۰، گنجانده شده است.

### جانوران
در پارک طبیعی وراچانسکی بالکان حدود ۱۲۳۱ بی مهره مختلف وجود دارد. این منطقه برای پروانه‌ها در بلغارستان مهم است. ۱۱ دوزیست و ۱۵ خزنده در پارک طبیعی هستند. در میان آنها ۲۰ مورد توسط قانون محافظت می‌شوند، همه در کنوانسیون برن گنجانده شده‌اند. بیش از ۱۸۰ گونه پرنده در پارک طبیعی هست که ۱۵۷ گونه توسط قانون محافظت می‌شود و ۳۸ گونه در «کتاب قرمز جمهوری بلغارستان» گنجانده شده است. ۳۶ گونه پستاندار در این پارک طبیعی وجود دارد که از این میان ۹ گونه در سطح ملی، ۲۰ گونه در سطح اروپا و ۹ گونه در سطح بین‌المللی حفاظت شده‌اند. برخی از آنها عبارتند از خوابگاه جنگلی، جوجه تیغی سینه سفید جنوبی، گورکن اروپایی، سمور اروپایی، گربه اروپایی، گربه وحشی و آهو. در پارک طبیعی ۲۲ گونه از ۳۳ گونه خفاش که در بلغارستان زندگی می‌کنند منزل دارند.